# نوریچ
 نوریچ  (به انگلیسی: Norwich) شهری است در انگلستان واقع در ناحیه شرق انگلستان. جمعیت این شهر بر اساس آمار ۲۰۱۸ حدود ۱۴۱٬۸۱۸ نفر و جمعیت این شهر با حومه ۲۱۳٬۱۶۶ نفر است.

## نگارخانه

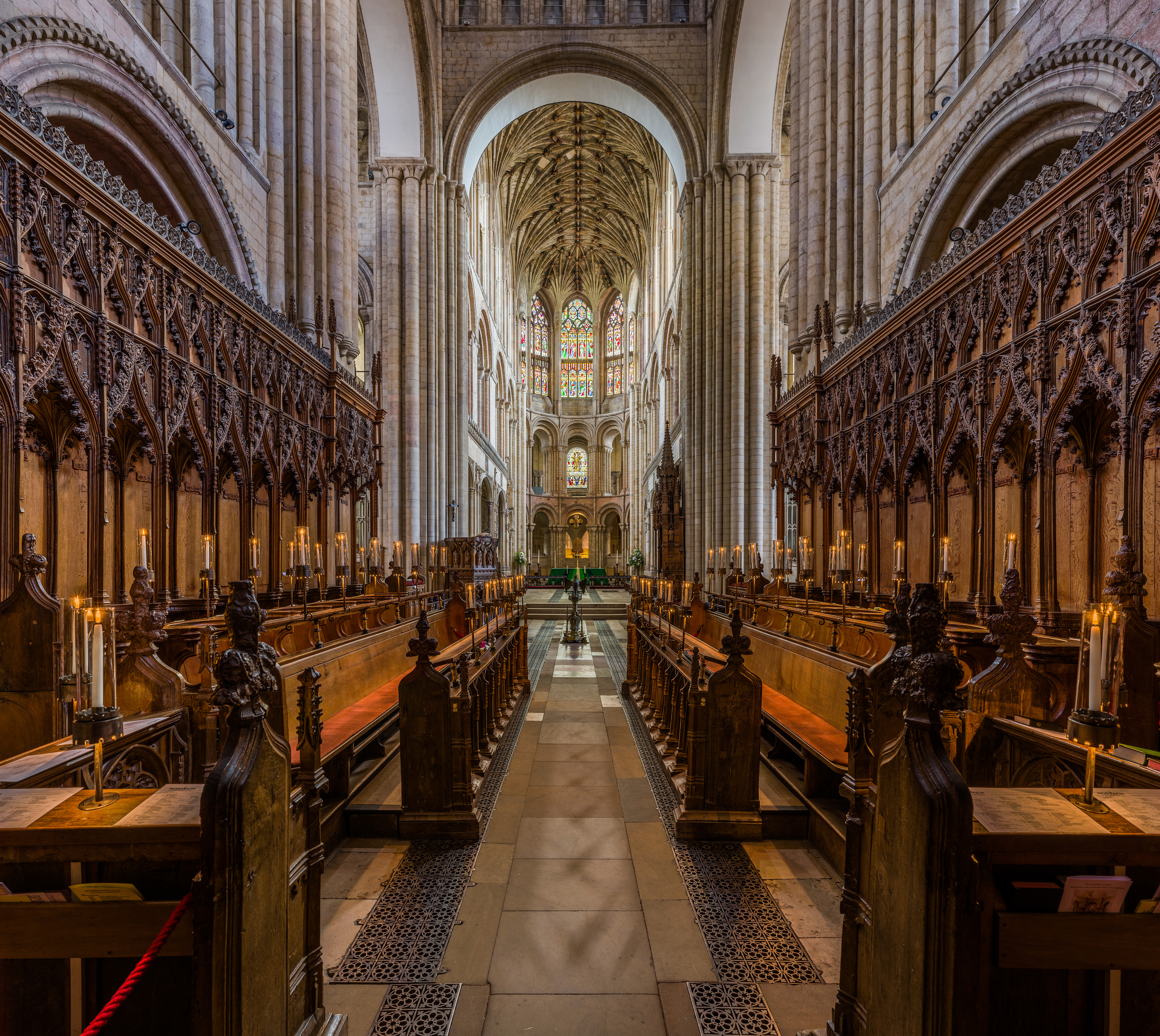
کلیسای جامع نوریچ
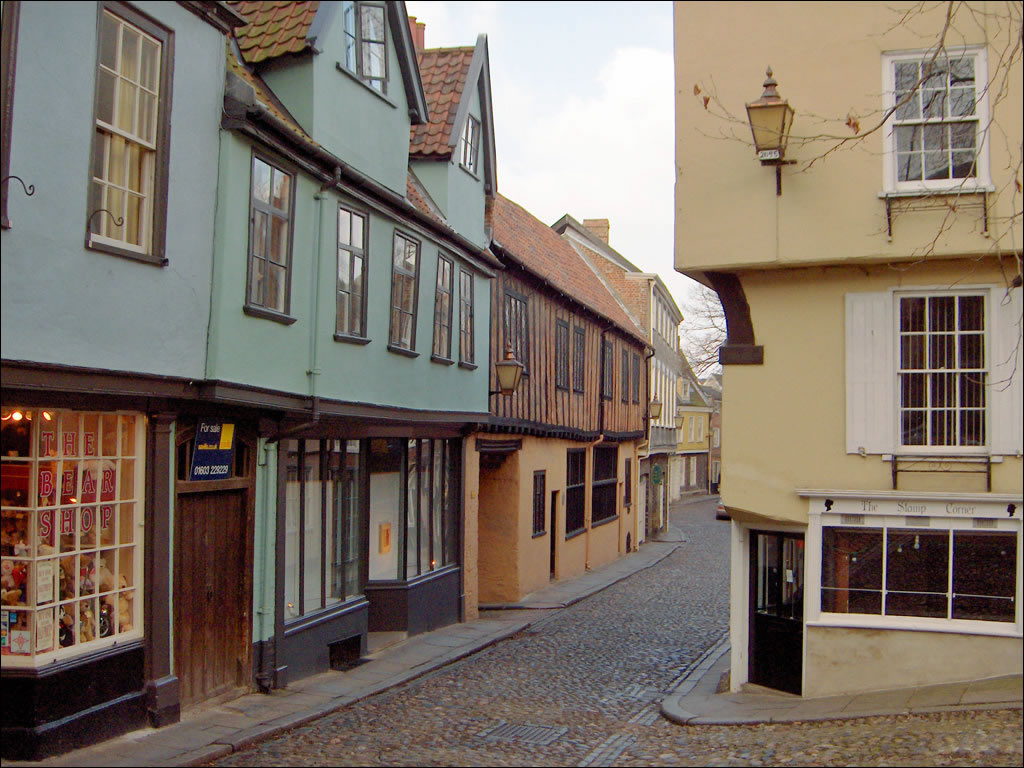
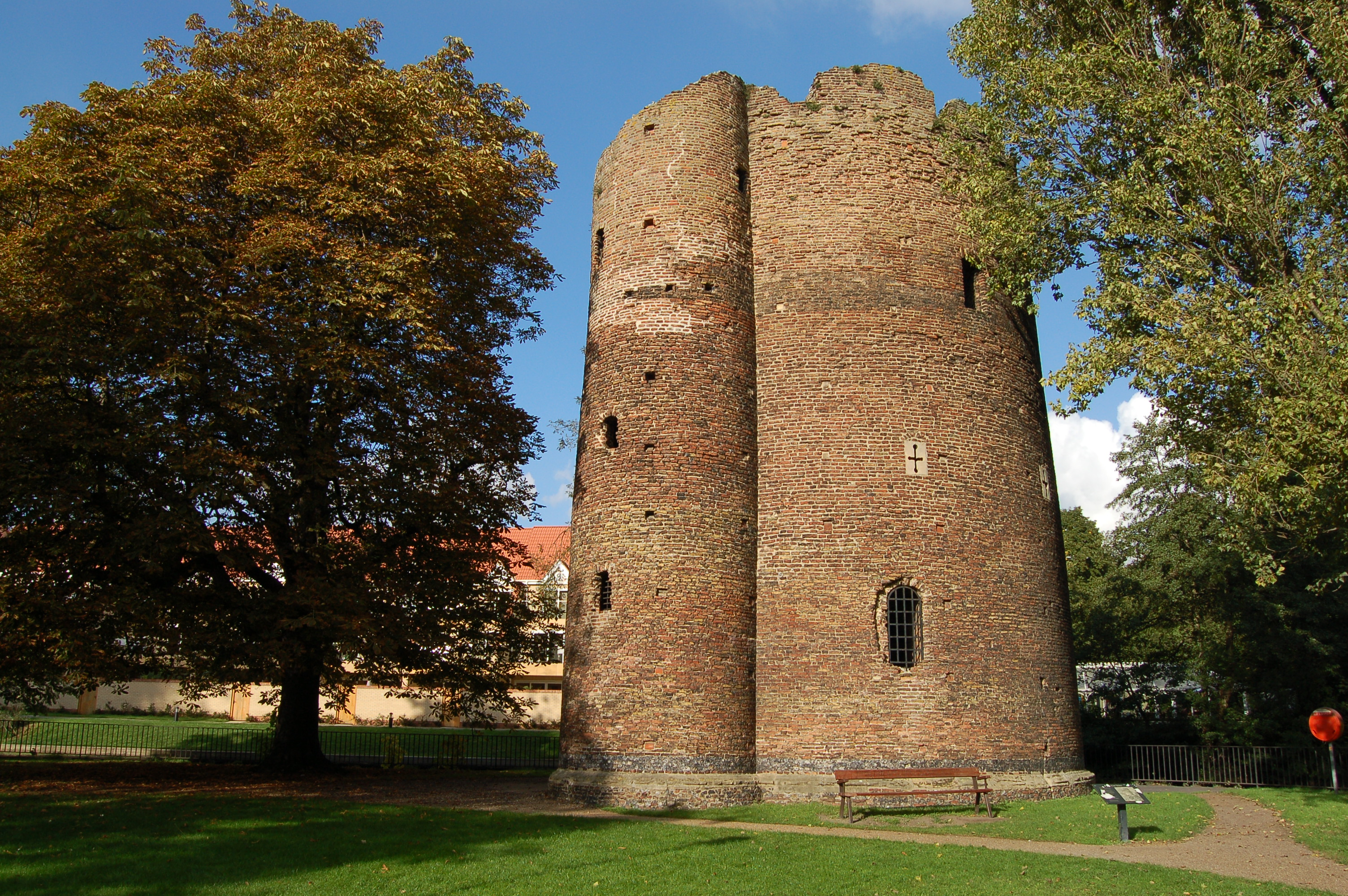